# Bitch Please
"Bitch Please" je treći singl repera Snoop Dogga s njegovog četvrtog studijskog albuma No Limit Top Dogg. Na pjesmi gostuju Xzibit i Nate Dogg. Singl je objavljen 29. travnja 1999. godine. Tekst pjesme su napisali Snoop Dogg, Xzibit i Nate Dogg, a producent je Dr. Dre. Redatelji spota su Dr. Dre i Philip Atwell. Nastavak pjesme pod nazivom "Bitch Please II" nalazi se na Eminemovom trećem studijskom albumu The Marshall Mathers LP. Na pjesmi gostuju Dr. Dre, Snoop Dogg, Xzibit i Nate Dogg.

## Popis pjesama
CD singl
| Br. | Skladba                                                  | Trajanje |
| --- | -------------------------------------------------------- | -------- |
| 1.  | »Bitch Please« (Explicit) (featuring Xzibit & Nate Dogg) | 3:54     |

12" inčni singl
| Br. | Skladba                                                  | Trajanje |
| --- | -------------------------------------------------------- | -------- |
| 1.  | »Bitch Please« (Explicit) (featuring Xzibit & Nate Dogg) | 3:50     |

Radijska verzija
| Br. | Skladba                                                  | Trajanje |
| --- | -------------------------------------------------------- | -------- |
| 1.  | »Bitch Please« (Explicit) (featuring Xzibit & Nate Dogg) | 3:50     |

Instrumentalna verzija
| Br. | Skladba                       | Trajanje |
| --- | ----------------------------- | -------- |
| 1.  | »Bitch Please« (Instrumental) | 3:48     |

## Top ljestvice
| Top ljestvica (1999.)          | Završna pozicija |
| ------------------------------ | ---------------- |
| Japan (Tokio Hot 100)          | 42               |
| Švicarska (Swiss Music Charts) | 48               |
| SAD (Billboard Hot 100)        | 77               |
| SAD (Hot R&B/Hip-Hop Songs)    | 26               |
| SAD (Rap Songs)                | 8                |

## Datumi objavljivanja
| Država                     | Datum             | Format          | Diskografska kuća | Izvor |
| -------------------------- | ----------------- | --------------- | ----------------- | ----- |
| Sjedinjene Američke Države | 29. travnja 1999. | 12" inčni singl | No Limit Records  | [ 6 ] |

## Vanjske poveznice
- Bitch Please na YouTubeu